# Воробйова Олександра Іванівна
Олександра Іванівна Воробйова (? — ?) — українська радянська діячка, керівник групи сектора нормування праці і заробітної плати Донецького науково-дослідного вугільного інституту Донецької області. Депутат Верховної Ради УРСР 6-го скликання.

## Біографія
Освіта вища.
На 1963 рік — керівник групи з технічного нормування вугільної промисловості сектора нормування праці і заробітної плати Донецького науково-дослідного вугільного інституту Донецької області.

## Нагороди
- медалі